# Baccalauréat technologique
Pour des articles plus généraux, voir Baccalauréat en France et Lycée technologique.
Le baccalauréat technologique (BTn) est l’une des trois voies du baccalauréat français. Il compte actuellement huit filières. La pédagogie des enseignements repose sur les raisonnements inductifs et l'expérimentation. C'est un diplôme de niveau 4 au RNCP.

## Histoire

### 1968 - 1992
Les baccalauréats technologiques sont créés en 1968 et sont regroupés à l'époque en trois séries :
- Série F avec 12 options : F1 : Construction mécanique, F2 : Électronique, F3 : Électrotechnique, F4 : Génie-Civil, F5 : Physique, F6 : Chimie de laboratoire, F7 : Sciences biologiques (option Biochimie), F7' :Sciences biologiques (option Biologie), F8 : Sciences médico-sociales, F9 : Énergie-Équipement, F10 : Microtechniques (qui sera redécoupé en  F10A : Microtechnique option Appareillage et F10B : Microtechnique option Optique) ; F11 : Techniques de la musique ; F11‘ : Techniques de la danse et F12 : Arts appliqués (1980).
- Série G avec 3 options : G1 : Techniques administratives, G2 : Techniques quantitatives de gestion, G3 : Techniques commerciales  (dernière promotion G3 = 1994, lycée Choiseul à Tours, 37100);
- Série H : Techniques informatiques.

### 1992 - 2007
La réforme de 1992 met en place les séries suivantes :
- Sciences et technologies industrielles (STI) ;
- Sciences et technologies de laboratoire (STL) ;
- Sciences et technologies tertiaires (STT) ;
- Sciences médico-sociales (SMS).
- Hôtellerie (suppression de l'ancien brevet de technicien BT et mise en place du BtnH plus généraliste et plus polyvalent s'articulant autour des différentes activités du monde hôtelier à savoir la gestion appliquée, art culinaire, arts de la table et du service et réception / étages et hébergement ).

### Depuis 2007
Après la rénovation de la filière STT (devenue STG en 2005 puis STMG en 2012) et SMS (devenue ST2S : "Sciences et technologies de la santé et du social" en 2007), la filière sciences et technologies industrielles (STI) qui est scindée en 2011 en deux nouvelles séries : sciences et technologies du design et des arts appliqués (STD2A) et sciences et technologies de l'industrie et du développement durable (STI2D). Il existe aujourd'hui huit séries du baccalauréat technologique.
Le diplôme est reconnu au niveau 4 au RNCP.

## Organisation
Aujourd'hui, les séries de la voie technologique du baccalauréat sont :
- la série Sciences et technologies de l'agronomie et du vivant (STAV), dépendant du Ministère de l'Agriculture et de l'Alimentation et possédant 5 domaines technologiques au choix : Agroéquipements ; Aménagement ; Production ; Transformation et Services
- la série Sciences et technologies de l'hôtellerie et de la restauration (STHR),
- la série Sciences et technologies du design et des arts appliqués (STD2A),
- la série Sciences et technologies de l'industrie et du développement durable (STI2D), possédant quatre spécialités au choix : Architecture et construction ; Énergie et environnement ; Innovation technologique et éco-conception et Systèmes d'information et numérique ,
- la série Sciences et technologies de laboratoire (STL), possédant deux spécialités au choix : Biotechnologies et Sciences physique et chimiques en laboratoire,
- la série Sciences et technologies du management et de la gestion (STMG), possédant quatre spécialités au choix : Gestion et finance ; Mercatique (marketing) ; Ressources humaines et communication et Système d'information de gestion,
- la série Sciences et technologies de la santé et du social (ST2S),
- la série Sciences et techniques du théâtre, de la musique et de la danse (S2TMD).

| Niv 4 Bac +0 17 |                                   | Baccalauréat général Arts, SES, SVT, HGGSP, Humanités, LCA, LLCE, Maths, PC, NSI, SVT, SITerminale générale |                                   | Baccalauréat technologique STAV, ST2S, STD2A, STMG, S2TMD, STI2D, STHR, STLTerminale technologique |                     | Baccalauréat professionnel Alimentaire, Vente, Beauté, Bâtiment, Santé, Design, Véhicules, NumériqueTerminale professionnelle | BMA                                   | BP                                    | CS5 CS4 CS3                           | BM                                    | BTM |
| Niv 3 16        | Première générale                 | Première technologique                                                                                      | Première professionnelle          | CAP 2e année                                                                                       | CAP 2e année        | CAP 2e année | CAP 2e année                          | CAP 2e année                          |                                       |                                       |     |
| 15              | Seconde générale et technologique | Seconde générale et technologique                                                                           | Seconde générale et technologique | Seconde professionnelle                                                                            | CAP 1re année       | CAP 1re année | CAP 1re année                         | CAP 1re année                         | CAP 1re année                         |                                       |     |
| RNCP Âge        | Lycée général                     | | Lycée technologique               | | Lycée professionnel | Centre de formation d'apprentis (CFA)                                                                                         | Centre de formation d'apprentis (CFA) | Centre de formation d'apprentis (CFA) | Centre de formation d'apprentis (CFA) | Centre de formation d'apprentis (CFA) |     |

## Débouchés

Le baccalauréat technologique dans les études secondaires en France

À la différence du bac professionnel qui prépare davantage à l'emploi immédiat (mais depuis 2014, les titulaires du bac pro sont prioritaires à l'entrée en B.T.S et passent donc devant les STI2D), le bac technologique STI2D prépare à la poursuite d'études. La grande majorité de ces bacheliers se dirige vers l'enseignement supérieur, essentiellement vers des études de cadres techniques, mais ils ont également accès aux formations d'ingénieurs, aux classes préparatoires ou au diplômes de technologie (DUT, DEUST, etc.). 
La rénovation des séries technologiques en 2012, (transformation des bac STI en bac STI2D) qui a renforcé l'enseignement des matières transversales et fortement diminué les compétences purement technologiques, a pour objectif affiché d'améliorer les taux de réussite des titulaires d'un baccalauréat technologique en université dès la première année de licence. Depuis 2013, le taux de réussite de ces bacheliers au sein des formations universitaire est en progression, particulièrement dans les formations en Sciences de L'ingénieur et les formations scientifiques. 
Les titulaires de bacs technologiques peuvent postuler à un DUT, leurs dossiers sont traités de manière prioritaire par les IUT, bien qu'ils ne soient plus spécialement prioritaires.
Les meilleurs titulaires du bac STI2D peuvent s'orienter vers les classes préparatoires aux grandes écoles TSI, TB ou TPC réservées respectivement aux bacheliers STI2D, STL biotechnologies ou STL SPCL, pour préparer les concours d'entrée aux écoles d’ingénieurs. Contrairement aux universités, cette formation est très encadrée par les professeurs ce qui peut aider certains élèves.